# OSSOAVIACHIM
OSSOAVIACHIM, Общество содействия обороне, авиационному и химическому строительству - "Föreningen för främjande av försvar, flyg och kemisk industri" var en sovjetisk frivillig försvarsorganisation verksam 1927–1948.

## Tillkomst

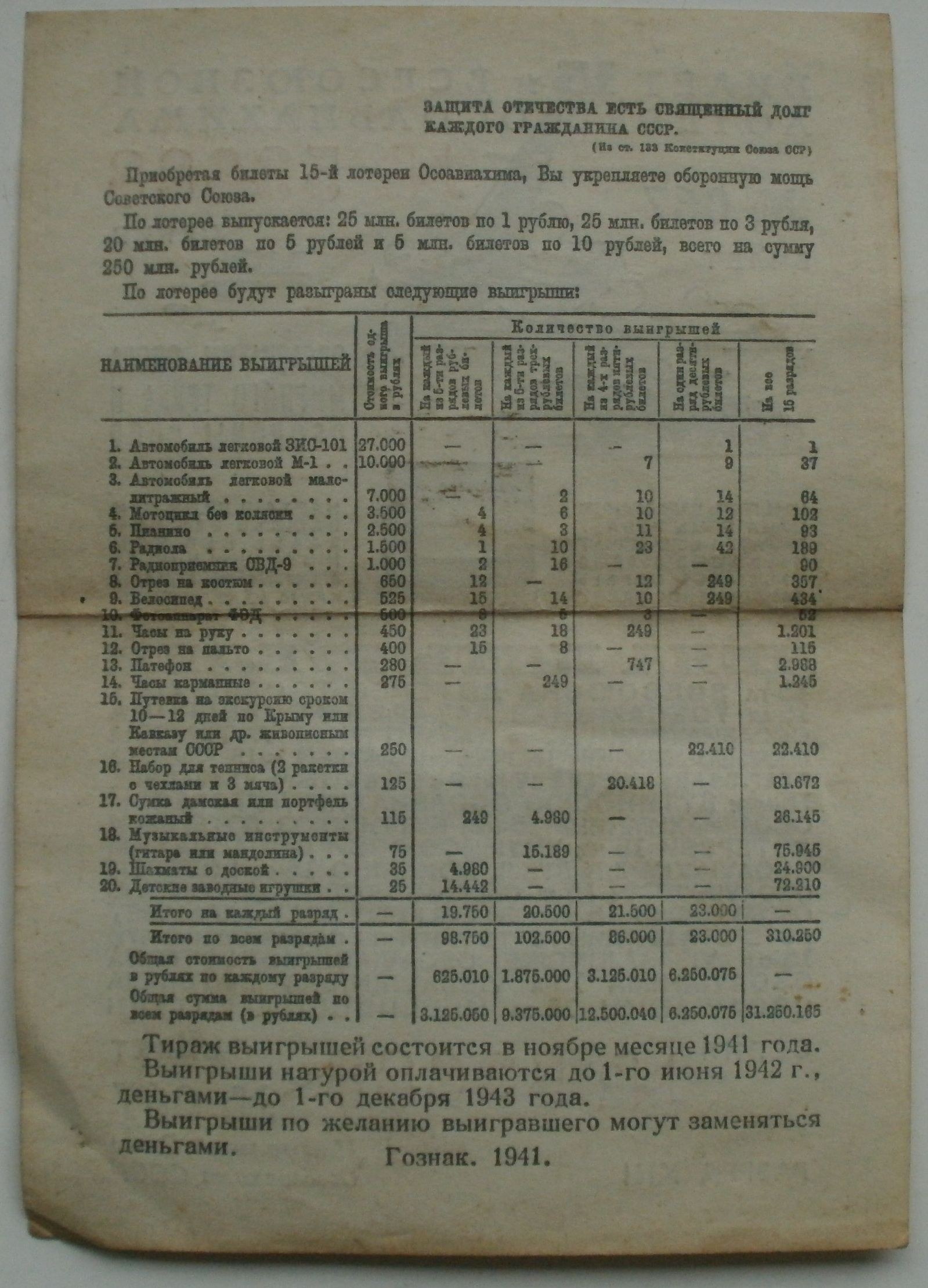
Dragningslista till ett av de lotterier vilka bidrog till att finansiera OSSOAVIACHIM.

OSSOAVIACHIM bildades 1927 genom att tre tidigare frivilligorganisationer slogs samman till en. Stora delar av verksamheten finansierades genom frivilliga bidrag.

## Uppdrag
OSSOAVIACHIM hade som huvuduppgift att utbilda flygande personal och markpersonal. 1931 fick organisationen i uppdrag att i samarbete med Komsomol utbilda 150 000 flygförare. Den utbildade även frivilliga i fallskärmshoppning och gevärsskytte.

## Krigsinsatser
Efter det tyska anfallet mot Sovjetunionen kom 400 000 piloter, navigatörer, mekaniker och fallskärmsjägare från OSSOAVIACHIMs led. Senare under kriget ansvarade organisationen för avlägsnandet av förstörd krigsmateriel och minröjning. Den frivilliga försvarsutbildningen fortsatte med utbildning och övning i gevärsskytte, prickskytte, kulspruteskytte i sommar- och vinterterräng, ridning, hundtjänst och signaltjänst.

## Avveckling
OSSOAVIACHIM lades ner 1948 och efterträddes av tre försvarsgrensvisa frivilligorganisationer.